# Apocalyptica
Apocalyptica is een metalband uit Finland. Apocalyptica is begonnen met vier cello's – waar er nu nog drie van over zijn – bespeeld door Paavo Lötjönen, Eicca Toppinen en Perttu Kivilaakso en met Mikko Sirén op de drums.

## Geschiedenis
In eerste instantie speelden ze voornamelijk voor de lol covers van Metallica. Na hun succesvolle eerste album Plays Metallica by four cellos volgde snel een tweede album: Inquisition symphony. Op dit album spelen ze naast covers van Metallica ook covers van Sepultura, Slayer, Pantera en Faith No More. De band gaf in dit album ook een intrede aan hun eigen werk.
In 1999 verliet Antero Manninen de band en vulde Perttu Kivilaakso zijn plaats op. Het jaar daarop kwam hun derde album uit: Cult. Waar het tweede album ophield met alleen twee eigen nummers, ging het derde album verder.
Hun nummer Hope is in de film Vidocq van de regisseur Pitof uit 2001 gebruikt als achtergrondmuziek bij de aftiteling.
In 2002 vertrok Max Lilja en bleef de band nog uit een drietal cellisten bestaan. Tijdens het maken van het vierde album Reflections hebben ze veel artiesten gevraagd voor een gastbijdrage, onder andere voor een cover van het Rammstein-nummer Seemann de Duitse punk-diva Nina Hagen, verder Linda Sunblad en drummer Dave Lombardo van Slayer. Ook Antero Manninen kwam in dit album terug.
Omdat ze Lombardo niet als vaste drummer konden houden voor het toeren, vervulde Mikko Siren die positie. Ook Antero Manninen kwam vaak terug om een extra bijdrage te leveren voor de optredens.
Al snel volgde er vanwege het succes een speciale editie van het vierde album. Reflections revised.
Begin 2005 kwam dan hun vijfde album uit genaamd Apocalyptica, ook hier zijn er artiesten gevraagd zoals Ville Valo, Lauri Ylönen en Marta Jandová. Net een jaar later verscheen Amplified, een compilatie van hun meest succesvolle nummers. Ook werd er een nieuwe single uitgegeven: Repressed, waarop ook Max Cavalera (Sepultura, Soulfly, Cavalera Conspiracy) en Matt Tuck (Bullet for My Valentine) te horen zijn.
Op 17 september 2007 verscheen Worlds collide hun zesde album. Op dit album staat Helden, een Duitse versie van het nummer Heroes van David Bowie. De gastzanger was hier Till Lindemann.
Verder staat er ook nog I'm not Jesus met Corey Taylor van Stone Sour en Slipknot, I don’t care met Adam Gontier van Three Days Grace, en SOS (Anything but love) met Cristina Scabbia van Lacuna Coil.
Apocalyptica kondigde een tour aan voor in 2008, die door Europa en Noord-Amerika zou gaan.
Anno 2010 hebben ze meer dan twee miljoen cd's verkocht.
Op 23 augustus 2010 brachten ze hun zevende album uit. Het heeft de titel 7th Symphony meegekregen. Het is een zeer gevarieerd album. Wat uniek is voor andere instrumentale albums. Van het nieuwe album dat bestaat uit 10 tracks (waarvan vier met gastzangers) er drie singles zijn. De eerste single was End of me. Dit nummer heeft als gastzanger Gavin Rossdale die bekend is van de Britse band Bush. De tweede single was Not strong enough met als gastzanger Brent Smith van Shinedown. De derde tot slot is Broken pieces met als gastzangeres Lacey Sturm van Flyleaf.
In 2010 en 2011 toerde de band door Mexico, de VS en Europa.

## Bezetting

### Huidige leden
- Eicca Toppinen – cello, toetsen (1996–heden)
- Paavo Lötjönen – cello (1996–heden)
- Perttu Kivilaakso – cello (2000–heden)
- Mikko Sirén – drums, toetsen, contrabas (2005–heden)
- Franky Perez – zang (2014–heden)

### Voormalige bandleden
- Antero Manninen – cello (1993–1999, live: 2002–2009, 2017)
- Max Lilja – cello (1993–2002)
- Sami Kuoppamäki – drums (2003–2005)

## Discografie

### Albums
| Album met eventuele hitnotering(en) in de Nederlandse Album Top 100 | Datum van verschijnen | Datum van binnenkomst | Hoogste positie | Aantal weken | Opmerkingen |
| ------------------------------------------------------------------- | --------------------- | --------------------- | --------------- | ------------ | ----------- |
| Plays Metallica by four cellos                                      | 01-10-1996            | -                     | -               | -            |             |
| Inquisition symphony                                                | 1998                  | -                     | -               | -            |             |
| Cult                                                                | 25-09-2000            | -                     | -               | -            |             |
| Reflections                                                         | 10-02-2003            | -                     | -               | -            |             |
| Apocalyptica                                                        | 23-01-2005            | 05-02-2005            | 76              | 2            |             |
| Amplified                                                           | 26-05-2006            | -                     | -               | -            | dubbel-cd   |
| Worlds collide                                                      | 14-09-2007            | 22-09-2007            | 90              | 2            | cd+dvd      |
| 7th Symphony                                                        | 20-08-2010            | -                     | -               | -            |             |
| Live in Leipzig – Wagner reloaded                                   | 15-11-2013            | -                     | -               | -            | Livealbum   |
| Reflections revised                                                 | 22-08-2014            | -                     | -               | -            |             |
| Shadowmaker                                                         | 17-04-2015            | -                     | -               | -            |             |
| Cell-0                                                              | 10-01-2020            | -                     | -               | -            |             |

### Singles
| Single met eventuele hitnotering(en) in de Nederlandse Top 40 | Datum van verschijnen | Datum van binnenkomst | Hoogste positie | Aantal weken | Opmerkingen                                      |
| ------------------------------------------------------------- | --------------------- | --------------------- | --------------- | ------------ | ------------------------------------------------ |
| Apocalyptica                                                  | 1996                  | -                     | -               | -            |                                                  |
| Harmageddon                                                   | 1998                  | -                     | -               | -            |                                                  |
| Path Vol.2                                                    | 2001                  | -                     | -               | -            | ft. Sandra Nasić (Guano Apes)                    |
| Hope Vol.2                                                    | 2002                  | -                     | -               | -            | ft. Matthias Sayer (Farmer Boys)                 |
| Faraway Vol.2                                                 | 26-05-2003            | -                     | -               | -            | ft. Linda                                        |
| Seemann                                                       | 06-10-2003            | -                     | -               | -            | ft. Nina Hagen                                   |
| Bittersweet                                                   | 29-11-2004            | -                     | -               | -            | ft. Lauri Ylönen (The Rasmus) & Ville Valo (HIM) |
| How Far                                                       | 32-02-2005            | -                     | -               | -            | ft. Marta Jandová (Die Happy)                    |
| Wie Weit                                                      | 14-02-2005            | -                     | -               | -            | ft. Marta Jandová (Die Happy)                    |
| Life Burns                                                    | 11-04-2005            | -                     | -               | -            | ft. Lauri Ylönen (The Rasmus)                    |
| Repressed                                                     | 19-05-2006            | -                     | -               | -            | ft. Max Cavalera & Matt Tuck                     |
| End Of Me                                                     | 2010                  | -                     | -               | -            | ft. Gavin Rossdale (Bush)                        |

## Dvd's
| Dvd's met hitnoteringen in de Nederlandse Music Top 30 | Datum van verschijnen | Datum van binnenkomst | Hoogste positie | Aantal weken | Opmerkingen |
| ------------------------------------------------------ | --------------------- | --------------------- | --------------- | ------------ | ----------- |
| Live                                                   | 2001                  | -                     | -               | -            |             |
| The life burns tour                                    | 26-05-2006            | -                     | -               | -            |             |